# Emre Can
Emre Can (phát âm tiếng Thổ Nhĩ Kỳ: [ˈɛmrɛ ˈd͡ʒɑn], sinh ngày 12 tháng 1 năm 1994) là một cầu thủ bóng đá chuyên nghiệp người Đức hiện đang thi đấu cho đội tuyển bóng đá quốc gia Đức và là đội trưởng của câu lạc bộ Bundesliga Borussia Dortmund. Vị trí sở trường của anh là tiền vệ phòng ngự, song anh cũng có thể thi đấu tốt ở cả vị trí tiền vệ trung tâm lẫn trung vệ.
Can bắt đầu sự nghiệp tại Bayern Munich trước khi chuyển tới Bayer Leverkusen vào năm 2013. Một mùa sau, anh tới Liverpool với mức giá 9,75 triệu Bảng Anh. Một nghiên cứu chuyên ngành của Soccerex vào năm 2015 xếp Can thứ 15 trong số những cầu thủ trẻ giá trị nhất châu Âu mức giá 17 triệu Bảng.
Can đã thi đấu cho tuyển Đức từ trình độ U-15 tới U-21; gần đây nhất tại Giải vô địch bóng đá U-21 châu Âu 2015. Anh có trận đấu đầu tiên cho đội tuyển Đức vào tháng 9 năm 2015.

## Thống kê sự nghiệp

### Câu lạc bộ
Tính đến  ngày 1 tháng 6 năm 2024
| Câu lạc bộ          | Câu lạc bộ               | Câu lạc bộ          | Giải đấu | Giải đấu | Cúp quốc gia | Cúp quốc gia | Cúp liên đoàn | Cúp liên đoàn | Châu Âu | Châu Âu | Khác | Khác | Tổng cộng | Tổng cộng |
| Mùa giải            | Câu lạc bộ               | Giải đấu            | Trận     | Bàn      | Trận         | Bàn          | Trận          | Bàn           | Trận    | Bàn     | Trận | Bàn  | Trận      | Bàn       |
| ------------------- | ------------------------ | ------------------- | -------- | -------- | ------------ | ------------ | ------------- | ------------- | ------- | ------- | ---- | ---- | --------- | --------- |
| 2011–12             | Bayern Munich II         | Regionalliga Süd    | 17       | 1        | —            | —            | —             | —             | —       | —       | —    | —    | 17        | 1         |
| 2011–12             | Regionalliga Bayern      | 2012–13             | 14       | 2        | —            | —            | —             | —             | —       | —       | —    | —    | 14        | 2         |
| 2011–12             | Tổng cộng                | Tổng cộng           | 31       | 3        | —            | —            | —             | —             | —       | —       | —    | —    | 31        | 3         |
| 2012–13             | Bayern Munich            | Bundesliga          | 4        | 1        | 2            | 0            | —             | —             | 0       | 0       | 1    | 0    | 7         | 1         |
| 2013–14             | Bayer Leverkusen         | Bundesliga          | 29       | 3        | 3            | 1            | —             | —             | 7       | 0       | —    | —    | 39        | 4         |
| 2014–15             | Liverpool                | Premier League      | 27       | 1        | 6            | 0            | 3             | 0             | 4       | 0       | —    | —    | 40        | 1         |
| 2015–16             | Liverpool                | Premier League      | 30       | 1        | 0            | 0            | 5             | 0             | 14      | 1       | —    | —    | 49        | 2         |
| 2016–17             | Liverpool                | Premier League      | 32       | 5        | 2            | 0            | 6             | 0             | —       | —       | —    | —    | 40        | 5         |
| 2017–18             | Liverpool                | Premier League      | 26       | 3        | 2            | 0            | 0             | 0             | 9       | 3       | —    | —    | 37        | 6         |
| Tổng cộng           | Tổng cộng                | Tổng cộng           | 115      | 10       | 10           | 0            | 14            | 0             | 27      | 4       | —    | —    | 166       | 14        |
| 2018–19             | Juventus                 | Serie A             | 29       | 4        | 1            | 0            | —             | —             | 6       | 0       | 1    | 0    | 37        | 4         |
| 2019–20             | Juventus                 | Serie A             | 8        | 0        | 0            | 0            | —             | —             | 0       | 0       | 0    | 0    | 8         | 0         |
| Tổng cộng           | Tổng cộng                | Tổng cộng           | 37       | 4        | 1            | 0            | —             | —             | 6       | 0       | 1    | 0    | 45        | 4         |
| 2019–20             | Borussia Dortmund (mượn) | Bundesliga          | 12       | 2        | 1            | 0            | —             | —             | 2       | 0       | —    | —    | 15        | 2         |
| 2020–21             | Borussia Dortmund        | Bundesliga          | 28       | 1        | 5            | 1            | —             | —             | 6       | 0       | 1    | 0    | 40        | 2         |
| 2021–22             | Borussia Dortmund        | Bundesliga          | 24       | 5        | 1            | 0            | —             | —             | 3       | 0       | 0    | 0    | 28        | 5         |
| 2022–23             | Borussia Dortmund        | Bundesliga          | 27       | 2        | 4            | 1            | —             | —             | 7       | 0       | —    | —    | 38        | 3         |
| 2023–24             | Borussia Dortmund        | Bundesliga          | 25       | 2        | 2            | 0            | —             | —             | 11      | 0       | —    | —    | 38        | 2         |
| Tổng cộng           | Tổng cộng                | Tổng cộng           | 116      | 12       | 13           | 2            | —             | —             | 29      | 0       | 1    | 0    | 159       | 14        |
| Tổng cộng sự nghiệp | Tổng cộng sự nghiệp      | Tổng cộng sự nghiệp | 322      | 33       | 29           | 3            | 14            | 0             | 69      | 4       | 3    | 0    | 447       | 40        |

#### Bàn thắng cho đội tuyển quốc gia
Bàn thắng và tỉ số của đội tuyển Đức được để trước.
| #  | Ngày                | Địa điểm                                       | Đối thủ    | Bàn thắng | Kết quả | Giải đấu                      |
| -- | ------------------- | ---------------------------------------------- | ---------- | --------- | ------- | ----------------------------- |
| 1. | 8 tháng 10 năm 2017 | Sân vận động Fritz Walter, Kaiserslautern, Đức | Azerbaijan | 5–1       | 5–1     | Vòng loại FIFA World Cup 2018 |
| 2. | 14 tháng 6 năm 2024 | Allianz Arena, Munich, Đức                     | Scotland   | 5–1       | 5–1     | UEFA Euro 2024                |

## Danh hiệu

### Câu lạc bộ
Bayern München
- Bundesliga: 2012–13
- DFB-Pokal: 2012–13
- DFL-Supercup: 2012
- UEFA Champions League: 2012–13

Juventus
- Serie A: 2018–19, 2019–20
- Supercoppa Italiana: 2018

#### Borussia Dortmund
- DFB-Pokal: 2020–21

### Quốc tế
Đức
- FIFA Confederations Cup: 2017